# Zoran Zeljkovič
Zoran Zeljkovič (Ljubljana, 1980. május 9. –) szlovén válogatott labdarúgó.

## Mérkőzései a szlovén válogatottban
| #  | Dátum           | Ellenfél   | Eredmény | Kiírás              | Esemény |
| -- | --------------- | ---------- | -------- | ------------------- | ------- |
| 1. | 2008. május 26. | Svédország | 0 – 1    | barátságos mérkőzés | 83'     |

## Sikerei, díjai
NK Domžale:
- Szlovén labdarúgó-bajnokság: 2006-07